# Robert LeGendre
Robert Lucien Pierre (Bob) LeGendre  (Lewiston (Maine), 7 januari 1898 – Brooklyn (New York), 21 januari 1931) was een Amerikaanse atleet, die zich specialiseerde in de vijfkamp. Hij nam tweemaal deel aan de Olympische Spelen en veroverde hierbij één medaille. Hij was tevens gedurende een jaar wereldrecordhouder bij het verspringen.

## Loopbaan

### Vierde op OS
De eerste keer dat LeGendre deelnam aan de Spelen was in 1920 in Antwerpen. Hij werd er vierde op de vijfkamp, met een gelijk aantal punten als nummer drie, de Fin Hugo Lahtinen. Hierbij dient vermeld, dat de einduitslag werd bepaald door de individuele klasseringen per onderdeel (en niet de puntenscores, zoals tegenwoordig te doen gebruikelijk) bij elkaar op te tellen.
LeGendre, die ook korte tijd football en baseball speelde, veroverde in 1922 de IC4A-titel bij het verspringen.

### Olympisch brons, ondanks wereldrecord
In 1924 nam Bob LeGendre opnieuw deel aan de Olympische Spelen, ditmaal in Parijs. Op zijn favoriete onderdeel, de vijfkamp, slaagde hij er nu in om de bronzen medaille te veroveren. Opvallend hierbij was, dat hij tijdens deze meerkamp bij het verspringen tot een sprong kwam van 7,76 m, een verbetering van het bestaande wereldrecord met 7 cm van Edward Gourdin. LeGendre leverde deze prestatie een dag voordat in Parijs het individuele nummer verspringen op het programma stond, dat door William DeHart Hubbard zou worden gewonnen met 7,445. Het verhaal deed de ronde, dat LeGendre er tijdens de vijfkamp op gebrand zou zijn geweest om het wereldrecord verspringen te verbeteren om zijn landgenoot DeHart Hubbard, die hij niet kon uitstaan, te ergeren. Overigens zou LeGendre, als de internationale puntentabel als basis voor de eindklassering was gebruikt, zoals later, de vijfkamp vanwege zijn verspringrecord hebben gewonnen.

### Einde
LeGendre probeerde na zijn atletiekloopbaan in Hollywood voet aan de grond te krijgen als acteur. En hoewel van hem werd gezegd, dat hij een van de meest fotogenieke acteurs was die er in Hollywood rondliepen, werd zijn carrière als filmacteur geen succes. Hij werkte dan ook als tandarts, het vak waarin hij was afgestudeerd, toen hij getroffen werd door tbc, de ziekte waaraan hij in 1931 op 34-jarige leeftijd overleed.

## Titels
- IC4A-kampioen verspringen - 1922

## Persoonlijk record
| Onderdeel   | Prestatie      | Datum       | Plaats |
| ----------- | -------------- | ----------- | ------ |
| verspringen | 7,76 m (ex-WR) | 7 juli 1924 | Parijs |

## Palmares

### verspringen
- 1922:  - IC4A-kamp.

### vijfkamp
- 1920: 4e OS - 26 p
- 1924:  OS - 18 p

- Bibliothèque nationale de France: cb16612486c (data)
- International Standard Name Identifier: 0000 0004 5098 3383
- Virtual International Authority File: 316737844